# بوصير القريتين
بوصير القريتين (باللاتينية: Verbascum karyeteini) نوع نباتي يتبع جنس البوصير من الفصيلة الغدبية. سمي نسبة إلى القريتين في محافظة حمص.

## الموئل والانتشار
موطنه بلاد الشام.